# جاك ستيوارت
جاك ستيوارت (بالإنجليزية: Jack Stewart)‏ (29 مايو 1983 توررانسي الولايات المتحدة - ) هو لاعب كرة قدم أمريكي يلعب كمدافع.

## وصلات خارجية
جاك ستيوارت على موقع الدوري الأمريكي (الإنجليزية)
- جاك ستيوارت على موقع قاعدة بيانات كرة القدم.إي يو (الإنجليزية)
- جاك ستيوارت على موقع Soccerway.com (الإنجليزية)